# Лондондеррі (Вермонт)
Лондондеррі (англ. Londonderry) — місто (англ. town) в США, в окрузі Віндем штату Вермонт. Населення — 1919 осіб (2020).

## Демографія
Згідно з переписом 2010 року, у місті мешкало 1769 осіб у 790 домогосподарствах у складі 493 родин. Було 1476 помешкань
Расовий склад населення:
| - 98,0 % — білих - 0,7 % — азіатів - 0,3 % — чорних або афроамериканців - 0,1 % — корінних американців |

До двох чи більше рас належало 0,9 %. Частка іспаномовних становила 1,0 % від усіх жителів.
За віковим діапазоном населення розподілялося таким чином: 19,1 % — особи молодші 18 років, 62,7 % — особи у віці 18—64 років, 18,2 % — особи у віці 65 років та старші. Медіана віку мешканця становила 46,0 року. На 100 осіб жіночої статі у місті припадало 99,0 чоловіків;  на 100 жінок у віці від 18 років та старших — 98,8 чоловіків також старших 18 років.
Середній дохід на одне домашнє господарство  становив 92 388 доларів США (медіана — 52 377), а середній дохід на одну сім'ю — 119 611 долар (медіана — 83 333). Медіана доходів становила 47 143 долари для чоловіків та 41 701 долар для жінок. За межею бідності перебувало 3,9 % осіб, у тому числі 7,0 % дітей у віці до 18 років та 4,7 % осіб у віці 65 років та старших.
Цивільне працевлаштоване населення становило 751 особа. Основні галузі зайнятості: роздрібна торгівля — 15,3 %, освіта, охорона здоров'я та соціальна допомога — 15,0 %, будівництво — 14,9 %.